# Bartramia rupta
Bartramia rupta är en bladmossart som beskrevs av C. Müller 1882. Bartramia rupta ingår i släktet äppelmossor, klassen egentliga bladmossor, divisionen bladmossor och riket växter. Inga underarter finns listade i Catalogue of Life.